# Johann Ulrich Hohl
Johann Ulrich Hohl (* 28. Februar 1833 in Trogen; † 15. August 1890 ebenda; heimatberechtigt in Bühler) war ein Schweizer Unternehmer und Konsul aus dem Kanton Appenzell Ausserrhoden.

## Leben
Johann Ulrich Hohl war ein Sohn des Textilfabrikanten und Landeszeugherrn Johann Jakob Hohl und der Elisabeth Sturzenegger. Im Jahr 1860 heiratete er Sophie Katharina Mösle, Tochter des Textilfabrikanten und Oberrichters Johann Jakob Mösle. Hohl war ein Schwager von Christian Graf.
Er besuchte die Kantonsschule Trogen und die Höhere Stadtschule in Lausanne. Von 1852 bis 1853 absolvierte er eine Weberlehre und Ausbildung in einem Manufakturwarengeschäft in Barcelona. Anschliessend arbeitete er als Kaufmann. Um das Jahr 1854 übernahm er das Geschäft seines früheren Prinzipals in Barcelona. Von 1865 bis 1890 war er Schweizer Konsul in Barcelona.
Hohl genoss als Geschäftsmann und Konsul allseits höchste Achtung. Er war aktives Mitglied der protestantischen Gemeinde Barcelona, langjähriger Präsident der Schweizerischen Hilfsgesellschaft und Gründer des protestantischen Friedhofs daselbst. Er hatte grossen Anteil an der Erlangung der Kultusfreiheit für die Protestanten in Spanien. Hohl, der auch Juan genannt wurde, blieb stets mit seiner Heimat verbunden und weilte oft im Appenzellerland zur Erholung.